# جلان باركر
جلان باركر (بالإنجليزية: Glen Barker)‏ هو لاعب كرة قاعدة أمريكي، ولد في 10 مايو 1971 في ألباني في الولايات المتحدة.

## وصلات خارجية
- جلان باركر على موقع دوري كرة القاعدة الرئيسي (الإنجليزية)
- جلان باركر على موقعبيزبول رفرنس.كوم (الدوري الرئيسي) (الإنجليزية)
- جلان باركر على موقعبيزبول رفرنس.كوم (الدوري الثانوي) (الإنجليزية)